# Borovice Douglasova
Borovice Douglasova (Pinus douglasiana) je mexická pětijehličná a teplomilná borovice, málo používaná v lesnictví.

## Synonyma
- Pinus douglasiana varieta maximinoi
- Pinus gordoniana
- Pinus montezumae varieta gordoniana.

## Popis
Stálezelený, jehličnatý strom, dorůstající do výšky 45 m. Kmen je obvykle jednotlivý, přímý a oblý, ze 2/3 délky nezavětvený, dosahující průměru do 1 m. Koruna je zprvu pyramidální, později, u starších stromů, zakulacená a hustá, nebo otevřená. Borka je u mladých stromů hladká a červenohnědá, u starších šedohnědá, šupinovitá a drsná, rozdělená do velkých, nepravidelných plátů, rozdělených hlubokými prasklinami. Letorosty jsou hladké nebo drsné, štíhlé, tmavohnědé, s dolů zahnutými a nápadnými kolénky listové stopky (Pulvinus). Zimní pupeny jsou vejčité až kuželovité, bez pryskyřice.
Jehlice jsou žlutozelené až stříbrnomodrošedozelené barvy, visí dolů, jsou uvolněné nebo tuhé, rostou v hustých chomáčích a mají lehce zubaté okraje a ostré vrcholy; jehlice jsou ve svazečcích (Fasciculus) po 5 ; jehlice jsou 2-35 cm dlouhé a 0,7-1,2 mm široké; jehlice s průduchy (Stomata) na všech površích, každý povrch má 3-4 řady průduchů; svazečkové pochvy jsou neopadavé, 15-35 mm dlouhé, se 7-10 listenovitými, světle hnědými a dozráváním šedohnědými, lesklými šupinami; šupiny mají překrývající se řasinkovité okraje; jehlice zůstávají na stromě 2-2,5 let.
Samčí šištice jsou početné, ve zralosti růžovohnědé, válcovité, nahromaděné blízko bazálních konců letorostů, 20-25 mm dlouhé a 4-5 mm široké. Samičí šištice - šišky se vytváří blízko konců nových větví, vyskytují se v přeslenech po 1-4 ; rostou na silných, zakřivených, 10-15 mm dlouhých, spolu se šiškou opadávajících, stopkách; nezralé šišky jsou 15 mm dlouhé a 10 mm široké, purpurové nebo stříbrnomodrošedozelené; zralé šišky jsou v uzavřeném stavu vejčité, často mírně zakřivené, v rozevřeném stavu široce vejčité s plochou základnou, po rozevření jsou 7-10 cm dlouhé a 5-7 cm široké. Semenných šupin šišek je přibližně 110-130 ; šupiny se oddělují a tím uvolňují semena; šupiny jsou tenké, dřevité, a světle hnědé. Výrůstky (Apophysis) jsou téměř ploché či vyvýšené, s příčným kýlem, paprsčitě rýhované nebo rýhované, v obrysu kosočtverečné nebo pětiúhelníkové, kolem šišky téměř symetrické, 11-17 mm široké, světle hnědé, červenohnědé, nebo tmavohnědé. Přírůstek prvního roku (Umbo) je vyvýšený, příčně kosočtverečný, 5-7 mm široký, tmavší než výrůstek (Apophysis), beztrnný. Semena jsou obvejčitá, plochá, 4-5 mm dlouhá a 3-3,5 mm široká, světle šedá či hnědá, často s tmavými místy. Křídla semen jsou členitá, k semenům přichycená dvěma šikmými drápy, 18-24 mm dlouhá a 7-9 mm široká, světle žlutohnědá, a průsvitná. Strom kvete leden-březen.

## Příbuznost
Borovice Douglasova je blízce příbuzná s borovicí Pinus pseudostrobus.

## Výskyt
Strom se vyskytuje endemicky v Mexiku (státy Durango, Guerrero, Jalisco, México, Michoacán, Nayarit, Oaxaca, Sinaloa, Zacatecas).

## Ekologie
Borovice Douglasova roste v nadmořských výškách 1100-2700 m, v teplém až mírném klimatu. Roční srážkové úhrny se v těchto oblastech pohybují kolem 1000 mm. Půdy jsou zde hlavně entisoly, alfisoly a inceptisoly; půdy písčitohlinité a písčité, hluboké, dobře odvodněné, na humus bohaté; nejlepší pH půdy je 5-6,5 . Strom je mrazuvzdorný pouze do – 2 °C, zatímco maximální teploty, které strom snáší, mohou dosahovat 44 °C. Borovice Douglasova tvoří smíšené lesy s jinými druhy borovic: Pinus ayacahuite, Pinus devoniana, Pinus herrerae, Pinus lawsonii, Pinus leiophylla, Pinus oocarpa, Pinus pseudostrobus a též s: jedlemi (Abies), smrky (Picea), duby (Quercus), či s cypřišem mexickým Cupressus lusitanica.

## Nepřátelé a nemoci
Strom někdy sužují parazitické rostliny: jmelí Cladocolea cupulata a trpasličí jmelí Arceuthobium globosum poddruh grandicaule.

## Využití člověkem
Strom je značně komerčně využíván pro kvalitní dřevo, používané například ve stavebnictví. Velmi málo je nicméně používán v lesnictví, protože není lesníkům příliš známý. Občas je pěstován v arboretech nebo pinetech v mírném klimatu, v hortikultuře obvykle pěstován není.

## Ohrožení
Borovice Douglasova je hojná, není ohrožena, nicméně stav její populace není příliš znám. V některých oblastech intenzivní těžby dřeva dochází ke snížení počtu dospělých jedinců tohoto stromu. Strom se také vyskytuje v několika chráněných oblastech.